# Koprivna (Oštra Luka)
Koprivna (szerbül: Копривна) falu Bosznia-Hercegovinában, a Szerb Köztársaságban, Oštra Luka községben. Koprivna településnek a Szerb Köztársaság területéhez került, nagyobbik része.

## Fekvése
Bosznia-Hercegovina északnyugati részén, Banja Lukától légvonalban 42, közúton 77 km-re nyugatra, Prijedortól légvonalban 21, közúton 28 km-re délnyugatra, községközpontjától  5 km-re délre fekvő dombos, erdős területen, a Velika Rijeka völgyében és a Sansko polje (Szanai-síkság) északi végében, a Sanski Mostról Prijedorba vezető főút mentén fekszik. A Mala és a Velika Rijeka a falutól északra a dombok között ered, a falu északnyugati szélén a Velika Rijekában egyesül és 6 km megtétele után a falutól délre ömlik a Szanába.

## Népessége
| Nemzetiségi csoport | Népesség 1991 | Népesség 2013 |
| ------------------- | ------------- | ------------- |
| Szerb               | 650           | 518           |
| Bosnyák             | 0             | 0             |
| Horvát              | 2             | 4             |
| Jugoszláv           | 36            | 2             |
| Egyéb               | 10            | 5             |
| Összesen            | 698           | 529           |

## Története
1879-ben 348 lakosából 340 ortodox szerb és 8 muszlim volt. Koprivna községben 1934-ben alakult meg a szerb mezőgazdasági szövetkezet, mely főleg fajtatiszta állatállománnyal, vetőmagtermékekkel és gyümölcsfa csemeték beszerzésével foglalkozott. A falu központjában volt egy hektár kísérleti földje, amely példaként szolgált a parasztoknak arra, hogyan kell művelni a földet. 1941-ben 103 lakosából a szerbek mellett csak egyetlen horvát család élt itt. 1925-ben konfliktus tört ki a hely miatt, hogy az iskola hol épüljön, ezért csak 1946-ban építették meg.
A boszniai háborút lezáró daytoni békeszerződés rendelkezése alapján az ország területét felosztották a Bosznia-hercegovinai Föderáció és a boszniai Szerb Köztársaság között. A békeszerződés utáni területmegosztási megállapodás értelmében a háború előtti település nagyobb, 15,42 km2 területű része a Boszniai Szerb Köztársasághoz és Oštra Luka községhez került, míg a település kisebb, 2,41 km2 területű része a Bosznia-hercegovinai Föderáció Una-Szanai kantonjában levő Sanski Most község területénél maradt.

## Nevezetességei
Szent Lazarevics István despota tiszteletére szentelt pravoszláv temploma.